# 칠봉초등학교
칠봉초등학교는 대한민국 경기도 양주시에 있는 공립 초등학교이다.

## 학교 연혁
- 2001. 01. 05. 칠봉초등학교 설립 인가
- 2001. 03. 01. 13학급 편성, 초대 류광길 교장 부임
- 2001. 03. 02. 입교식
- 2001. 05. 30. 학교 건설공사 완료
- 2001. 06. 01. 23학급 편성
- 2001. 06. 05. 개교기념식
- 2002. 09. 01. 25학급 편성
- 2003. 10. 08. 3~4층 증축
- 2003. 12. 17. 학교 도서관 개관
- 2004. 09. 01. 제2대 사상목 교장 취임
- 2004. 11. 30. 4개 교실 증축
- 2006. 09. 01. 제3대 김기풍 교장 취임
- 2007. 03. 01. 제4대 김한호 교장 취임
- 2008. 05. 01. 제5대 조대행 교장 취임
- 2010. 02. 10. 제9회 졸업식(1284명)
- 2010. 03. 01. 28학급 편성
- 2010. 08. 17. 교실 안전바 설치
- 2010. 09. 29. 대용량 정수기 3대 설치
- 2010. 10. 01. 배움터 지킴이 채용
- 2011. 02. 15. 인조잔디 운동장 조성 및 다목적 구장 공사, 스탠드 공사 및 차양막 설치 공사
- 2011. 02. 17. 제10회 졸업식(1440명)
- 2011. 03. 01. 26학급 편성
- 2012. 02. 17. 제11회 졸업식
- 2012. 03. 01. 제6대 김영배 공모교장 취임
- 2012. 03. 01. 24학급편성
- 2013. 02. 08. 제12회 졸업식 (총1752명)
- 2013. 03. 01. 23학급, 특수1학급, 유치원3학급 편성
- 2014. 02. 14. 제13회 졸업식 (총1879명)
- 2014. 03. 01. 22학급, 특수1학급, 유치원3학급 편성